# E sona mo'
E sona mo' è il secondo album dal vivo pubblicato da Pino Daniele. L'album è ricavato dai nastri registrati nelle esibizioni effettuate a Cava de' Tirreni il 22 e il 23 maggio 1993.

## Tracce
1. A me me piace 'o blues – 6:08
2. Je sto vicino a te – 4:19
3. Napule è – 5:44
4. 'Na tazzulella 'e cafè – 2:06
5. Je so' pazzo – 3:00
6. Sicily – 5:20
7. Femmena – 6:13
8. Quando – 3:35
9. Ue man! – 1:45
10. Che soddisfazione – 4:20
11. Sotto 'o sole – 6:02
12. Fatte 'na pizza – 4:45
13. Quanno chiove – 3:45
14. 'O scarrafone – 3:52

## Musicisti
- Pino Daniele - voce, chitarra
- Antonio Annona - tastiera, programmazione
- Carol Steele - percussioni, cori